# Karl August Nilson
Karl August Nilson (i riksdagen kallad Nilson i Kristinehamn), född 13 april 1864 i Kristinehamn, död 10 september 1922 i Stockholm, var en svensk järnhandlare och politiker (liberal).
Karl August Nilson, som var son till en cigarrmakare, drev en järnhandel i Kristinehamn, där han också var stadsfullmäktiges vice ordförande 1917-1922. Han var även ordförande i Kristinehamns missionsförening 1918-1922.
Han var riksdagsledamot i första kammaren för Värmlands läns valkrets från 1912 till sin död 1922 och tillhörde, som kandidat för Frisinnade landsföreningen, Liberala samlingspartiet i riksdagen. Han var bland annat ledamot i bevillningsutskottet 1916-1917 och 1919-1922. Som riksdagsledamot engagerade han sig bland annat i alkoholpolitik och för vapenvägrares rättigheter.